# Chodos
Chodos (em castelhano), Xodos (em valenciano) ou Chodos/Xodos (nome oficial) é um município da Espanha na província de Castelló, Comunidade Valenciana. Tem 44,3 km² de área e em 2021 tinha 109 habitantes (densidade: 2,5 hab./km²).

## Demografia
| Variação demográfica do município entre 1991 e 2004 | Variação demográfica do município entre 1991 e 2004 | Variação demográfica do município entre 1991 e 2004 | Variação demográfica do município entre 1991 e 2004 |
| --------------------------------------------------- | --------------------------------------------------- | --------------------------------------------------- | --------------------------------------------------- |
| 1991                                                | 1996                                                | 2001                                                | 2004                                                |
| 160                                                 | 161                                                 | 145                                                 | 131                                                 |